# Municipio de Grand Detour
El municipio de Grand Detour (en inglés: Grand Detour Township) es un municipio ubicado en el condado de Ogle en el estado estadounidense de Illinois. En el año 2010 tenía una población de 698 habitantes y una densidad poblacional de 23,46 personas por km².

## Geografía
El municipio de Grand Detour se encuentra ubicado en las coordenadas 41°55′4″N 89°26′40″O / 41.91778, -89.44444. Según la Oficina del Censo de los Estados Unidos, el municipio tiene una superficie total de 29.76 km², de la cual 28,25 km² corresponden a tierra firme y (5,07 %) 1,51 km² es agua.

## Demografía
Según el censo de 2010, había 698 personas residiendo en el municipio de Grand Detour. La densidad de población era de 23,46 hab./km². De los 698 habitantes, el municipio de Grand Detour estaba compuesto por el 96,42 % blancos, el 1 % eran afroamericanos, el 0,14 % eran amerindios, el 0,43 % eran asiáticos, el 1,15 % eran de otras razas y el 0,86 % eran de una mezcla de razas. Del total de la población el 3,72 % eran hispanos o latinos de cualquier raza.